# Pterolophia pseudobasalis
Pterolophia pseudobasalis là một loài bọ cánh cứng trong họ Cerambycidae.